# Gruzino (Oblast' di Novgorod)
Gruzino (in russo Гру́зино?) è un villaggio della Russia.